# 루 에어스
루이스 프레더릭 에어스 3세(영어: Lewis Frederick Ayres III, 1908년 12월 28일 ~ 1996년 12월 30일)는 미국의 배우이다.

## 출연 작품
- MGM: 사자가 으르렁거릴 때 (1992)
- 신부님 신부님 우리 신부님 (1984)
- 살렘스 롯 (1979)
- 유령 편지 (1979)
- 서든리, 러브 (1978)
- 꿈꾸는 낙원 (1978)
- 배틀스타 갤럭티카 (1978)
- 오멘 2 (1978)
- 세상의 끝 (1977)
- 혹성 탈출 5 - 최후의 생존자 (1973)
- 비스킷 이터 (1972)
- 하와이 5-0수사대 (1968)
- 카펫베거 (1964)
- 애드바이즈 앤 컨센트 (1962)
- 워싱턴 정가 (1962)
- 조니 벨린다 (1948)
- 검은 거울 (1946)
- 더 아시스 폴리스 오브 1939 (1939)
- 브로드웨이 세레나데 (1939)
- 어떤 휴가 (1938)
- 어느 박람회장에서 생긴 일 (1933)
- 아이언 맨 (1931)
- 도어웨이 투 헬 (1930)
- 서부 전선 이상 없다 (1930)